# Екатерининская железная дорога
Екатерининская (или Криворогская) железная дорога — специальная (так как она сразу проектировалась под большие нагрузки) казённая железная дорога Российской империи, построенная в 1882—1904 годах.

…Ввиду ходатайства Екатеринославского земства и повторения ходатайств неутомимого А. Н. Поля, правительство решилось, наконец, удовлетворить потребности края, и 22 апреля 1875 года был высочайше утверждён проект железнодорожного пути…— Календарь «Приднепровье», 1911 год.
Проект постройки Криворогской (Западно-Донецкой) железной дороги должен был рассматриваться в департаменте железных дорог России после предоставления проектно-сметной документации по данному направлению строительства путей сообщений. Но, в связи с Русско-турецкой войной 1877—1878 годов, проект Криворожской ЖД не получил дальнейшего развития.

## История
На Западе от Донецкого кряжа, за Днепром, лежит Кривой Рог, месторождение железных руд, по качеству и количеству их — южная гора Благодать. Местечко Кривой Рог для пользы горного дела на юге России должно быть соединено с Донецким кряжем дорогой и прямой и удобной. По этой дороге повезут руду в Донецкий край, по ней поедет уголь за Днепр в Киевскую губернию.— П. Н. Горлов, обзорный доклад на I съезде горнопромышленников юга России, 1874 год.

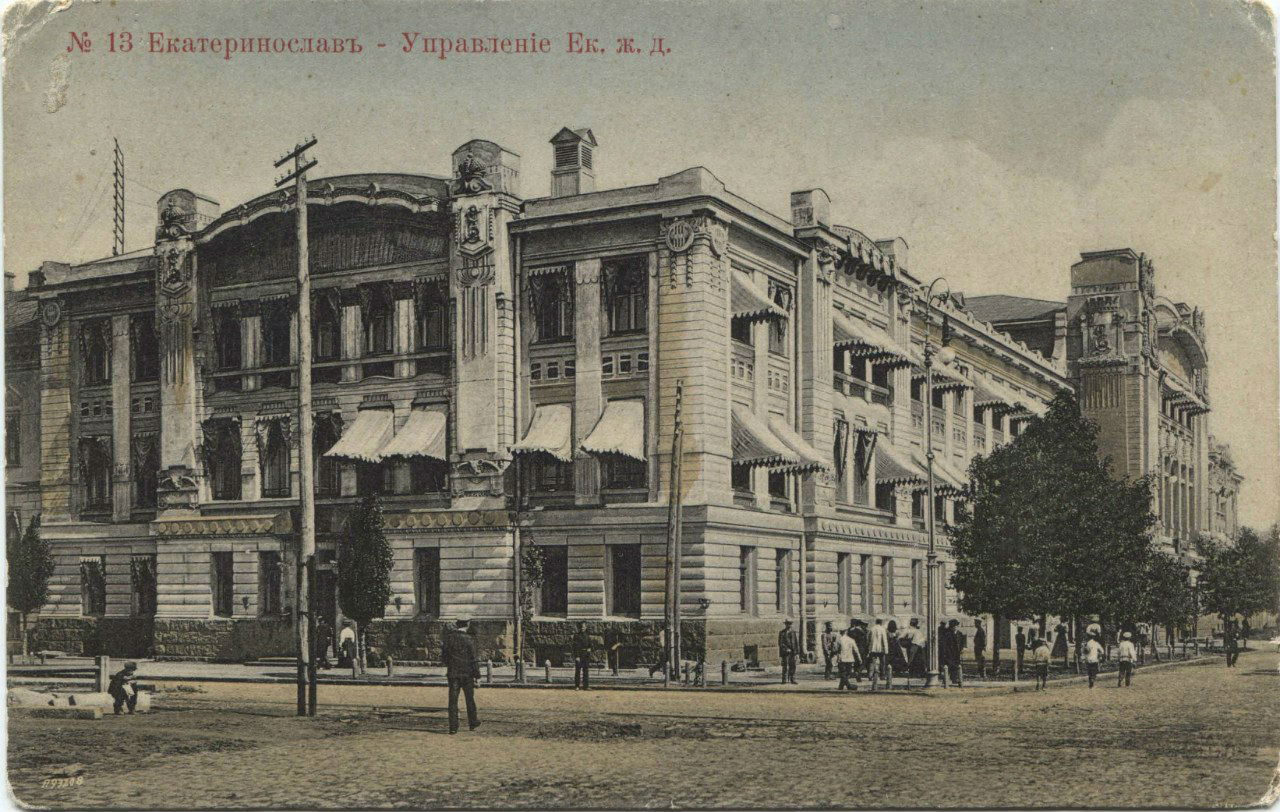
Управление железной дороги в Екатеринославе. Вид с угла Екатерининского проспекта и Привокзальной улицы. Начало XX века.

В начале строительства называлась Криворогская железная дорога (в современных источниках встречается также название Криворожская железная дорога), позже было дано название «Екатерининская» в честь императрицы Екатерины II, в годы правления которой был приобщён Новороссийский край (Дикое поле) к России.

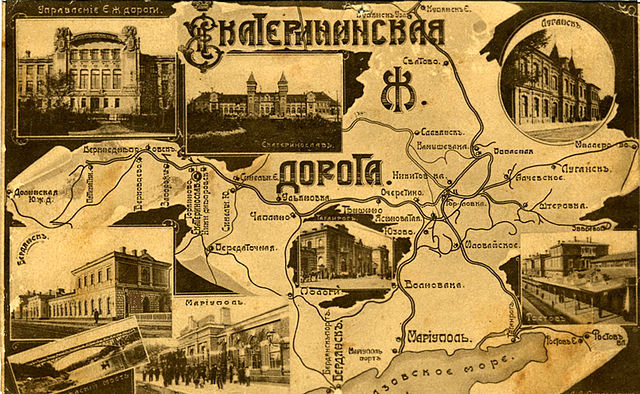
Открытка Екатерининская железная дорога (ок. 1900)

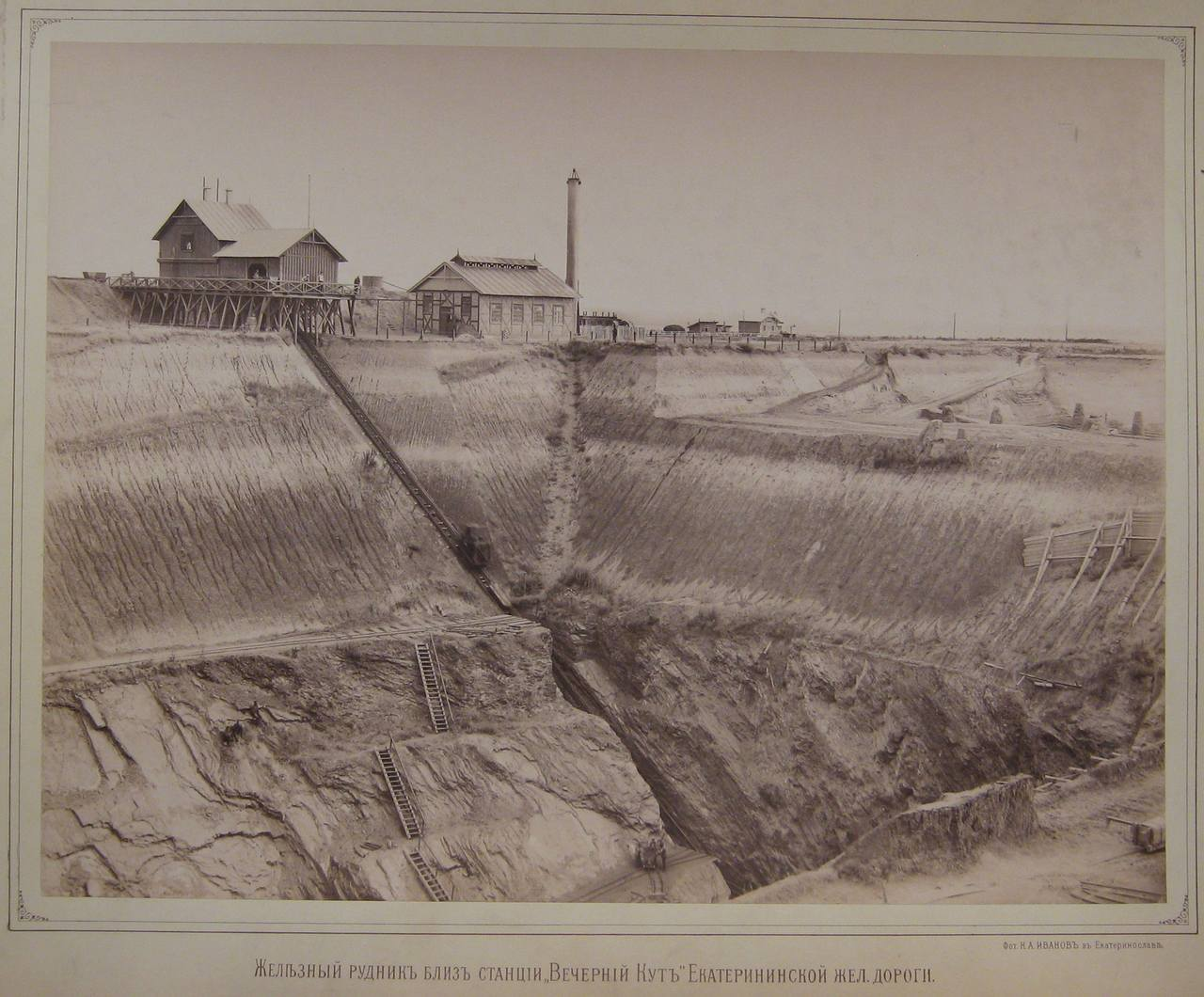
Железный рудник близ станции Вечерний Кут (Кривой Рог) Екатерининской железной дороги

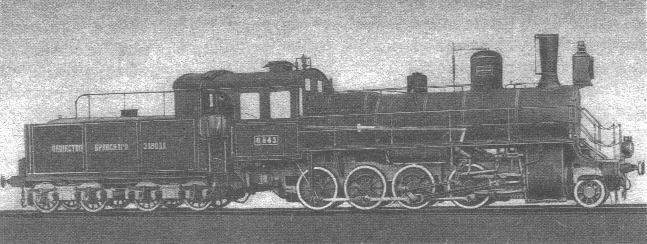
Паровоз, модель Ш

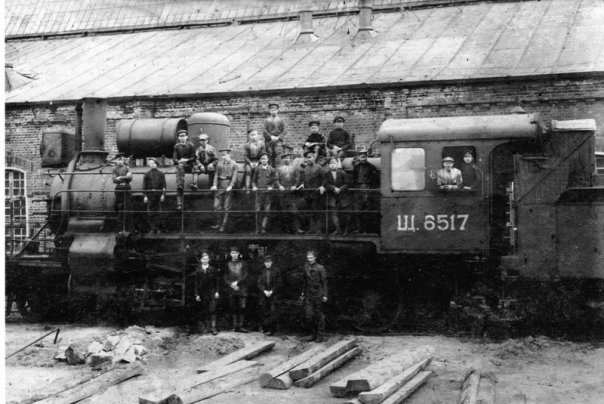
Паровоз, модель Щ

Строительство началось в 1881 году, под руководством председателя Временного управления по постройке Криворогской и Баскунчаковской железной дороги барона Шернваль и инженера В. А. Титова, опытными смоленскими и витебскими рабочими, и завершилось сдачей в эксплуатацию 18 мая 1884 года, от станции Ясиноватая через Екатеринослав и Кривой Рог до станции Долинская, его главная цель — «перевозка железной руды и других минеральных богатств местности близ местечка Кривой Рог». Общая строительная длина Криворогской (Екатерининской) железной дороги с заводскими и рудничными ветками составила 523 километра, а позже стала увеличиваться по мере продолжавшегося строительства на других участках.
Во время строительства средняя стоимость одной версты главного пути составляла около 36 000 рублей, по другим данным 45 576. Дорога начала окупать затраты (приносить прибыль) на строительство после второго года эксплуатации, при общей стоимость строительства «чугунки» в 30,9 млн рублей, а сложнейший двухъярусный шоссейно-железнодорожный мост (15-пролётный двухъярусный совмещённый мост через Днепр у Екатеринослава) обошёлся при строительстве в 4 млн рублей.
В 1887 году эксплуатационная длина железной дороги составила уже 999 верст.
В годы экономического подъёмах России (1890-е) произошло мощное увеличение Екатерининской ЖД за счёт технической реконструкции присоединённых к ней участков выкупленных в казну Российской империи частных железнодорожных линий:
- Никитовка — Ростов-на-Дону (Курско-Харьково-Азовская железная дорога);
- Ясиноватая — Мариуполь (Донецкая каменноугольная железная дорога);
- Синельниково — Нижнеднепровск (Лозово-Севастопольская железная дорога).

К 1899 году была достроена Саксаганская железнодорожная ветка.
К 1903 году имела протяжённость 2134 версты, а к 1913 году уже — 2827 (в том числе 1062 версты двухпутных линий). Изначально строилась как двухколейная. 
В 1918 году передана в ведение НКПС. В период гражданской войны и оккупации частично разрушена и разграблена.
12 июня 1925 года станция Щегловка 2-я Екатеринской железной дороги была переименована в станцию Кальмиус.
4 января 1936 года железная дорога была переименована в Сталинскую железную дорогу.

## Границы дороги
Казённая железная дорога, построенная в 1882—1904 годах проходила по территориям Харьковской, Херсонской, Таврической, Екатеринославской губерний и территории войска Донского. Соединяла по главному ходу Донецкий угольный бассейн и Криворожский рудный район. Три ответвления, направленные от главного хода к югу, дали выход грузопотоку к южным портам России. ЖД способствовала развитию топливно-металлургической базы на Юге России, обеспечивала вывоз угля и железной руды на  внешний рынок.
В настоящее время Сталинская (Екатерининская) железная дорога частями входит в состав Донецкой, Одесской, Приднепровской, Южной железных дорог Украины и Юго-Восточной железной дороги Российских железных дорог.

## Состав
Екатерининская железная дорога имела подвижного состава 1250 паровозов, 3072 товарных и 995 пассажирских вагонов. Его обслуживание и ремонт велись в железнодорожных мастерских станций Екатеринослав, Ясиноватая, Авдеевка, Дебальцево и других.

### Локомотивы
На дороге эксплуатировались паровозы Ш, Щ и паровозы серии ОД.

### Работники
В 1901 году на Екатерининской железной дороге работало 34 510 человек (служащих и рабочих), получавшие оплату в общей сумме порядка 10 800 000 рублей.

### При дороге
- 18 начальных школ, с количеством обучающихся 3 456 человек, при трёх школах были общежития для детей инженеров, мастеров и рабочих, живущих на линейных станциях и разъездах;
- библиотеки, главные из которых находились в Екатеринославе (при управлении магистрали) на станциях Гришино, Долгинцево, Авдеевка, Таганрог, Юзово;
- общежития;
- устроены залы для проведения культурно-массовых мероприятий, на семи станциях были помещения, приспособленные для показа спектаклей;
- оркестры, на четырёх станциях;
- семь магазинов;
- семь вагонов-лавок.

## Руководство
- с 1884 года по 1900 год — Александр Аполлонович Верховцев, первый начальник эксплуатации Екатерининской железной дороги[2].
- с 1902 года по 1905 год — Федор Иванович Шмидт
- с 1905 года по 1910 год — Владислав Игнатьевич Стульгинский
- с 1910 года по 1917 год — Кирилл Николаевич Ванифантьев